# Arseny Aleksandrovich Tarkovsky
Arseny Alexandrovich Tarkovsky (tiếng Nga: Арсений Александрович Тарковский, 25 tháng 6 năm 1907 – 27 tháng 5 năm 1989) là dịch giả, nhà thơ Nga. Ông được coi là một nhà thơ lớn của Nga thế kỷ 20. Ông cũng là cha của đạo diễn phim Andrey Tarkovsky.

## Tiểu sử
Arseny Tarkovsky sinh ở Elisavetgrad (nay thuộc tỉnh Kherson, Cộng hòa Ukraina). Bố làm việc ở ngân hàng nhưng tham gia vào các cuộc khởi nghĩa những năm 1880 nên bị đi tù 3 năm và sau đó bị đày đi vùng Sibêri. Khi được trở về Elisavetgrad ông cũng đi làm báo, viết bài cho các báo ở Elisavetgrad và Odessa.
Năm 1923 Arseny Tarkovsky đến Moskva ở với cô (chị của bố). Năm 1925 vào học trường viết văn và tốt nghiệp năm 1929. Thập niên 1920 vừa là cộng tác của báo Гудок, vừa học trường viết văn vừa sáng tác thơ, văn. Năm 1931 làm việc ở Đài phát thanh và viết một số vở kịch. Năm 1933 ông tập trung dịch thơ của các nhà thơ phương Đông và kết quả là đã để lại nhiều bản dịch thơ nổi tiếng của các nhà thơ Ả-rập, Gruzia, Armenia…
Thời kỳ Thế chiến II Arseny Tarkovsky làm ở tờ báo quân đội Боевая тревога nhưng không in thơ của mình mà chỉ đến ngày tròn 50 tuổi ông mới in ra. Hai mươi năm tiếp theo đó ông in 6 tập thơ: "Перед снегом" (1962); "Земле земное" (1966); "Вестник" (1969); "Стихотворения" (1974); "Зимний день" (1980); "Избранное" (1982).
Năm 1983 ông in tập Стихи разных лет gồm những bài thơ hay chưa từng in ở các tập trước đây. Cuốn sách cuối cùng От юности до старости của ông được tặng Giải thưởng Nhà nước Liên Xô tháng 11 năm 1989 (sau khi chết). Tháng 2 năm 2008 Hội đồng thành phố Moskva tuyên bố sẽ xây dựng xong bảo tàng về hai cha con Arseny và Andrei Tarkovsky và sẽ mở cửa vào năm 2011.

## Tác phẩm
- Перед снегом (1962)
- Земле — земное (1966)
- Вестник (1969)
- Волшебные горы (1978)
- Зимний день (1980)
- Избранное (полное прижизненное собрание стихотворений и переводов) (1982)
- Стихи разных лет (1983)
- От юности до старости (1987)
- Быть самим собой (1987)
- Благословенный свет (1993)
- Собрание сочинений в 3-х тт. (1991—1993)